# Shin Se-kyung
Dans ce nom, le nom de famille, Shin, précède le nom personnel.
Pour les articles homonymes, voir Shin.
Shin Se-kyung (hangeul: 신세경) est une chanteuse, actrice et mannequin sud-coréenne née le 29 juillet 1990 à Séoul. 
Elle a commencé étant enfant et a été révélée au public en 2009 grâce à la sitcom "High Kick Through The Roof" (hangeul: 지붕 뚫고 하이킥; Romanisation Révisée: Jibungttulgo Haikik). 
Elle est principalement connus pour le film Hindsight  (2011) et les séries Six Flying Dragons (2015) et The Girl Who Sees Smells (2015). 
En 2019, elle joue le rôle principal dans le drama Rookie_Historian_Goo_Hae-ryung  aux côtés de l’acteur Cha Eun-woo.
On la retrouve plus récemment dans le drama Run On (2020) sur la plateforme Netflix.

## Filmographie

### Cinéma
| Année | Titre                  | Rôle                                                      | Notes               |
| ----- | ---------------------- | --------------------------------------------------------- | ------------------- |
| 2004  | My Little Bride        | Hye-won                                                   | Rôle Secondaire     |
| 2006  | Cinderella             | Hyewon-Su                                                 | Rôle Principal      |
| 2009  | Five Senses Of Eros    | Shin Su-Jeong- Believe In The Moment (5ème court-métrage) | Rôle Principal      |
| 2010  | Acoustic               | Se-Kyung- Broccoli (Episode 1)                            |                     |
| 2011  | Hindsight              | Jo Se-Bin                                                 | Rôle Principal      |
| 2012  | R2B: Return To Base    | Yoo Se-Young                                              | Rôle Principal      |
| 2014  | Tazza: The Hidden Card | Heo Mi-Na                                                 | Rôle Principal      |
| 2017  | The Preparation        | Kyeong-Ran                                                | Apparition Spéciale |

### Télévision
| Année     | Titre                           | Rôle                | Notes           | Chaîne                        |
| --------- | ------------------------------- | ------------------- | --------------- | ----------------------------- |
| 2011      | Deep Rooted Tree                | So-Yi/Dam           | Rôle principal  | (disponible sur VikiRakuten)  |
| 2015      | the girl who sees scents        | oh cho-rim/         | Rôle principal  | (disponible sur netflix)      |
| 2015-2016 | Six Flying Dragons              | Boon-Yi             | Rôle principal  | (disponible sur VikiRakuten)  |
| 2017      | The Bride of Habaek             | Yun So-A            | Rôle principal  | (disponible sur Netflix)      |
| 2017-2018 | Black Knight: the man guards me | Jung Hae-ra/Boon-Yi | Rôle principale | (disponible sur VikiRakuten)  |
| 2019      | Rookie Historian Goo Hae-Ryung  | Goo Hae-Ryung       | Rôle principal  | (disponible sur Netflix)      |
| 2020-2021 | Run On                          | Oh Mi-Joo           | Rôle Principal  | JTBC (disponible sur Netflix) |
| 2023      | Arthdal Chronicles              | Tan-ya              | Rôle Principal  | (disponible sur Netflix)      |
| 2024      | L’intrigante et le Roi          | Kang Hee-Soo        | Rôle principal  | (disponible sur Netflix)      |